# اقتصادهای بچه ببر

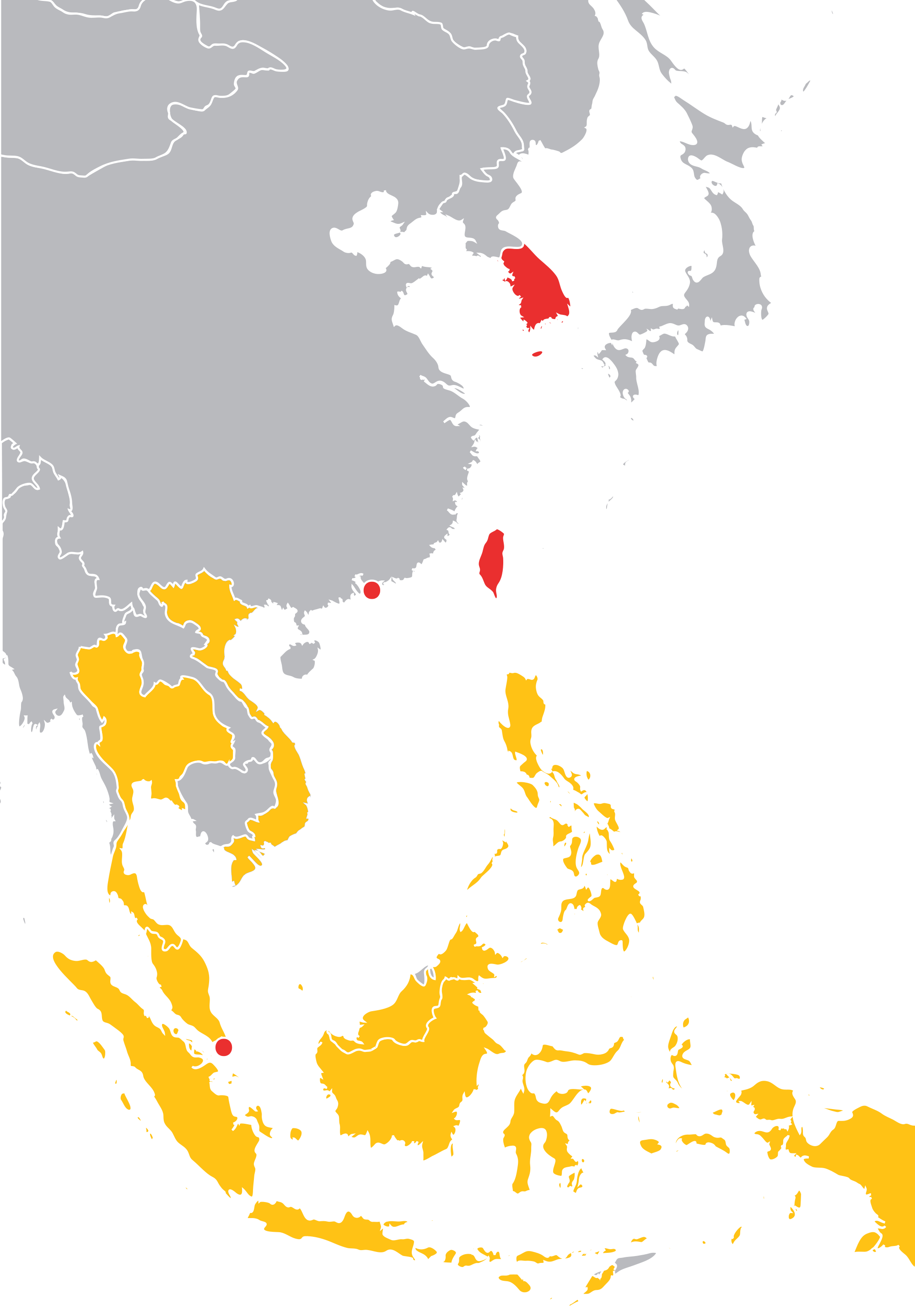
اقتصادهای بچه ببر (زرد) متشکل از پنج کشور اندونزی، مالزی، فیلیپین، تایلند، و ویتنام. چهار ببر آسیایی نیز به رنگ قرمز نشان داده شده‌اند.

اقتصادهای بچه ببر (انگلیسی: Tiger Cub Economies) برای اشاره به اقتصاد پنج کشور در حال توسعهٔ اندونزی، مالزی، فیلیپین، تایلند، و ویتنام در آسیای جنوب شرقی به کار می‌رود. این کشورها با الهام از رشد سریع اقتصادی چهار ببر آسیایی (کره جنوبی، تایوان، هنگ کنگ، و سنگاپور) تلاش کردند تا به کشورهای توسعه‌یافته تبدیل شوند. رشد اقتصادی سریع چین در ابتدای قرن بیست و یکم باعث شد که سرمایه‌گذاری این کشور در آسیای جنوب شرقی (موسوم به شبکه بامبو) افزایش یابد.